# Accademia di belle arti Pietro Vannucci
L'Accademia di Belle Arti “Pietro Vannucci” è un ateneo per lo studio delle arti visive pareggiato e legalmente riconosciuto e che si trova a Perugia.
È intestata al celebre pittore umbro Pietro Vannucci, più noto come il Perugino. 

## Storia
L'Accademia, la seconda accademia più antica d'Italia, venne fondata nel 1573 dal pittore Orazio Alfani e dal matematico Raffaele Sozi con il nome di Accademia del Disegno.
Nel 1781 il pittore Carlo Spiridione Mariotti chiede e ottiene la possibilità di aprire una scuola di pittura al suo interno, e nove anni dopo l'Accademia assunse la denominazione attuale di Accademia di belle arti Pietro Vannucci.
Nel 1791 venne stampata la prima Costituzione elaborata dal direttore Baldassarre Orsini, allievo di Anton Raphael Mengs, sul modello di quella dell'Accademia romana di San Luca, che venne a più riprese rinnovata e potenziata. Ma la grande modernizzazione dell'Istituto fu attuata intorno al 1820 da Tommaso Minardi, allievo di Antonio Canova, direttore e insegnante di Pittura che riorganizzò dal punto di vista didattico e amministrativo l'Accademia del disegno neoclassicamente ribattezzata Accademia di Belle Arti, dandole il carattere di un istituto di istruzione pubblico e affiancando alla scuola un museo che conteneva esempi dell'arte antica e moderna e una ricca biblioteca, nonché istituendo borse di studio per dare ai giovani meritevoli la possibilità di perfezionare i loro studi anche in altre città italiane, soprattutto a Roma.
L'attività didattica nell'Ottocento fu guida ed esempio alle arti non solo dell'Umbria e vide operare al proprio interno notevoli protagonisti in campo storico artistico e architettonico, quali Baldassarre Orsini, Carlo Labruzzi, Guglielmo Calderini, Silvestro Valeri. Dopo vari spostamenti , prima nell'Oratorio alessiano di Sant'Angelo della Pace in Porta Sole e poi nell'ex Convento vanvitelliano di Montemorcino Nuovo, l'Accademia trovò la sua sede definitiva all'inizio del Novecento nell'ex Convento di San Francesco al Prato dove custodisce la biblioteca comprendente quasi 17.000 unità bibliografiche.
All'inizio del nuovo secolo, ormai saldamente organizzata, l'Accademia non solo ha mantenuto la sua funzione annoverando maestri autorevoli come Pietro Angelini, Gerardo Dottori, Arturo Checchi, ma ha saputo dare avvio nel 1923 alla Scuola di Arte Industriale una scuola d'arte speciale che darà origine all'Istituto d'Arte Bernardino di Betto, statalizzato nel 1928. L'Accademia perugina ha ottenuto il pareggiamento alle accademie statali solo nel 1940 con regio decreto del 25 giugno n.1086.

## Il museo
Il Museo dell'Accademia di Belle Arti conserva un patrimonio
 storico-artistico di valore inestimabile: i gessi preparatori di importanti opere della scultura europea, come calchi originali eseguiti sulle opere di Luca Della Robbia, i gessi delle tombe medicee scolpite da Michelangelo e dal suo allievo Vincenzo Danti, i gessi di Antonio Canova de La morte di Priamo (andato parzialmente perduto nel 2013) e quello preparatorio de Le tre Grazie, o del Pastorello col cane di Bertel Thorvaldsen; qui trova collocazione anche il gabinetto dei disegni che comprende, tra le altre, opere grafiche di Giovanni Battista Piranesi e Jean-Baptiste Wicar, e la galleria dei dipinti che spaziano da opere di Carl Christian Vogel von Vogelstein ad Alberto Burri.